# 비엣나모바일
비엣나모바일(Vietnamobile)은 베트남 이동통신 사업자이다. 하노이 텔레콤과 허치슨 아시아 텔레콤 그룹의 합작 회사로 2012년을 기준으로 4번째로 큰 사업자이다.

## 역사
HT Mobile은 2007년에 하노이 텔레콤과 허치슨 아시아 텔레콤 그룹의 합작 회사로 설립되었다. 2009년에 덜 인기있는 CDMA를 대체하기 위해 GSM 기술을 채택하면서 비엣나모바일(Vietnamobile)로 이름을 변경했다.
주요 경쟁사들이 3G 서비스를 제공한 지 한참 뒤인 2011년 말에 3G 서비스를 시작했다.

## 시장점유율
비엣나모바일은 2012년에 8%의 시장 점유율을 기록했다. 주요 경쟁 업체는 시장점유율 40.67%의 비엣텔(Viettel), 30%의 비나폰(Vinaphone), 17.9%의 모비폰(MobiFone)으로 이 3개 업체가 시장점유율 90%에 육박하는 3대 공기업이다. 소규모 경쟁업체로는 지모바일과 S-Fone뿐이다.